# 1st ATTACK at SHIBUYA-AX
『1st ATTACK at SHIBUYA-AX』（ファースト・アタック・アット・シブヤ-アックス）は、日本の音楽グループ・AAAが2006年3月23日にリリースした1作目の映像作品。

## 概要
- AAAの1回目のライヴを収録したもの。

## 販売形態
- 通常盤
  - 「Live Disc」
  - ¥3,065(税込)
  - AVBD-91366

## 映像収録内容
- Live Disc

1. 地球に抱かれて
2. Friday Party
3. きれいな空
4. VIRGIN F
5. 出逢いのチカラ
6. 最強Babe
7. Get or Lose
8. Bomb A Head!
9. YA-YA-YA
10. Welcome to This World
11. 踊ろよハニー
12. DRAGON FIRE
13. 太陽
14. BLOOD on FIRE
15. CRAZY GONNA CRAZY
16. ハレルヤ
17. ボクラノテ